# Tapacochana triseriata
Tapacochana triseriata is een hooiwagen uit de familie Gonyleptidae.